# U-275
U-275 — средняя немецкая подводная лодка типа VIIC времён Второй мировой войны.

## История
Заказ на постройку субмарины был отдан 10 апреля 1941 года. Лодка была заложена 18 января 1942 года на верфи Бремен-Вулкан под строительным номером 40, спущена на воду 8 октября 1942 года. Лодка вошла в строй 25 ноября 1942 года под командованием лейтенанта Гельмута Борка.

### Командиры
- 25 ноября 1942 года — июль 1944 года оберлейтенант цур зее Гельмут Борк
- июль 1944 - 10 марта 1945 года оберлейтенант цур зее Гельмут Веркамп

### Флотилии
- 25 ноября 1942 года — 31 мая 1943 года — 8-я флотилия (учебная)
- 1 июня 1943 года — 30 сентября 1944 года — 3-я флотилия
- 1 октября 1944 года — 10 марта 1945 года — 11-я флотилия

### История службы
Лодка совершила 9 боевых походов, потопила одно судно водоизмещением 4 934 брт и один военный корабль, американский эсминец «Лири», водоизмещением 1 090 тонн. Подорвалась на мине и затонула 10 марта 1945 года в Ла-Манше, в районе с координатами 50°36′ с. ш. 00°04′ в. д.. 48 погибших (весь экипаж).

### Атаки на лодку и происшествия
- 1 октября 1943 года U-275 подверглась атаке самолёта типа «Хадсон». Повреждений не было.
- 3 января 1944 года лодка вернулась на базу в связи с тем, что у командира случился приступ аппендицита.
- 14 июня 1944 года выходящая из гавани лодка была атакована дюжиной британских самолётов типа «Typhoon». Сама субмарина не пострадала, а вот эскортировавшие её патрульные корабли получили повреждения.
- 22 июля 1944 года самолёт обнаружил подвсплывшую под перископ субмарину и навёл на неё группу противолодочных кораблей. Преследование продолжалось семь часов, однако лодке удалось уйти.
- 24 июля 1944 года U-275 снова была обнаружена эскортной группой и оторвалась лишь после восьмичасового преследования. В дальнейшем каждый раз при всплытии на перископную глубину лодка подвергалась атаке, пока наконец не прибыла в Булонь.

Эта лодка была оснащена шноркелем.